# Rainbow Soda
Rainbow Soda è un singolo del rapper italiano Mr. Rain pubblicato il 23 giugno 2017 per l'etichetta Warner Music Italy.

## Tracce
1. Rainbow Soda – 3:22